# Список циклов солнечной активности
Ниже приводится список солнечных циклов (иногда называемых циклами солнечных пятен), отслеживаемых с 1755 года в соответствии с первоначальной нумерацией, предложенной Рудольфом Вольфом в середине 19 века. Исходными данными являются пересмотренные Международные номера солнечных пятен (ISN v2.0), доступные на сайте SILSO. Подсчет солнечных пятен существует с 1610 года, но нумерация циклов не очень хорошо определена во время минимума Маундера. Было высказано предположение, что один цикл мог быть утерян в конце 18 века, но это до сих пор полностью не подтверждено.
Сглаживание выполняется с использованием традиционного алгоритма сглаживания SIDC. При использовании этого алгоритма, если рассматриваемый месяц обозначен как месяц 0, средневзвешенное значение формируется из месяцев от −6 до 6, где месяцам от −5 до 5 присваиваются веса 1, а месяцам −6 и 6 присваиваются веса 0,5. Существуют и другие формулы сглаживания, которые обычно дают немного другие значения для амплитуды и времени солнечных циклов. Примером является формула сглаживания Миуса с соответствующими характеристиками солнечных циклов, доступная в выпуске новостей STCE.
Начало 25-го цикла солнечной активности пришлось на декабрь 2019 года. Это делает закончившийся 24-й цикл единственным «11-летним солнечным циклом», который длился почти ровно 11 лет.
| Цикл                           | Начало        | Конец         | Продолжи- тельность (лет) | Максимум сглаженных среднемесячных чисел Вольфа (maximum monthly SSN). | Минимум сглаженных среднемесячных чисел Вольфа (minimum monthly SSN), конец цикла | Количество дней без пятен |
| ------------------------------ | ------------- | ------------- | ------------------------- | ---------------------------------------------------------------------- | --------------------------------------------------------------------------------- | ------------------------- |
| 1-й цикл солнечной активности  | март 1755     | июнь 1766     | 11,3                      | 86,5                                                                   | 11,2                                                                              |                           |
| 2-й цикл солнечной активности  | июнь 1766     | июнь 1775     | 9,0                       | 115,8                                                                  | 7,2                                                                               |                           |
| 3-й цикл солнечной активности  | июнь 1775     | сентябрь 1784 | 9,3                       | 158,5                                                                  | 9,5                                                                               |                           |
| 4-й цикл солнечной активности  | сентябрь 1784 | май 1798      | 13,7                      | 141,1                                                                  | 3,2                                                                               |                           |
| 5-й цикл солнечной активности  | май 1798      | декабрь 1810  | 12,6                      | 49,2                                                                   | 0,0                                                                               |                           |
| 6-й цикл солнечной активности  | декабрь 1810  | май 1823      | 12,4                      | 48,7                                                                   | 0,1                                                                               |                           |
| 7-й цикл солнечной активности  | май 1823      | ноябрь 1833   | 10,5                      | 71,5                                                                   | 7,3                                                                               |                           |
| 8-й цикл солнечной активности  | ноябрь 1833   | июль 1843     | 9,8                       | 146,9                                                                  | 10,6                                                                              |                           |
| 9-й цикл солнечной активности  | июль 1843     | декабрь 1855  | 12,4                      | 131,9                                                                  | 3,2                                                                               | ≈654                      |
| 10-й цикл солнечной активности | декабрь 1855  | март 1867     | 11,3                      | 97,3                                                                   | 5,2                                                                               | ≈406                      |
| 11-й цикл солнечной активности | март 1867     | декабрь 1878  | 11,8                      | 140,3                                                                  | 2,2                                                                               | ≈1028                     |
| 12-й цикл солнечной активности | декабрь 1878  | март 1890     | 11,3                      | 74,6                                                                   | 5,0                                                                               | ≈736                      |
| 13-й цикл солнечной активности | март 1890     | февраль 1902  | 11,9                      | 87,9 (январь 1894)                                                     | 2,7                                                                               | ≈938                      |
| 14-й цикл солнечной активности | февраль 1902  | август 1913   | 11,5                      | 64,2 (февраль 1906)                                                    | 1,5                                                                               | ≈1019                     |
| 15-й цикл солнечной активности | август 1913   | август 1923   | 10,0                      | 105,4 (август 1917)                                                    | 5,6                                                                               | 534                       |
| 16-й цикл солнечной активности | август 1923   | сентябрь 1933 | 10,1                      | 78,1 (апрель 1928)                                                     | 3,5                                                                               | 568                       |
| 17-й цикл солнечной активности | сентябрь 1933 | февраль 1944  | 10,4                      | 119,2 (апрель 1937)                                                    | 7,7                                                                               | 269                       |
| 18-й цикл солнечной активности | февраль 1944  | апрель 1954   | 10,2                      | 151,8 (май 1947)                                                       | 3,4                                                                               | 446                       |
| 19-й цикл солнечной активности | апрель 1954   | октябрь 1964  | 10,5                      | 201,3 (март 1958)                                                      | 9,6                                                                               | 227                       |
| 20-й цикл солнечной активности | октябрь 1964  | июнь 1976     | 11,7                      | 110,6 (ноябрь 1968)                                                    | 12,2                                                                              | 272                       |
| 21-й цикл солнечной активности | июнь 1976     | сентябрь 1986 | 10,3                      | 164,5 (декабрь 1979)                                                   | 12,3                                                                              | 273                       |
| 22-й цикл солнечной активности | сентябрь 1986 | май 1996      | 9,7                       | 158,5 (июль 1989)                                                      | 8,0                                                                               | 309                       |
| 23-й цикл солнечной активности | май 1996      | январь 2009   | 12,6                      | 120,8 (март 2000)                                                      | 2,2                                                                               | 820                       |
| 24-й цикл солнечной активности | январь 2009   | декабрь 2019  | 11,0                      | 116                                                                    | 1,8                                                                               | 914                       |
| 25-й цикл солнечной активности | декабрь 2019  |               |                           |                                                                        |                                                                                   | 219 (1 декабря 2020)      |
| Среднее [уточнить]             |               |               | 11,1                      | 115,4                                                                  | 5,3                                                                               |                           |